# Europese kampioenschappen judo 1985 (mannen)
De Europese kampioenschappen judo 1985 werden van 9 tot en met 12 mei 1985 gehouden in Hamar, Noorwegen. 

## Resultaten
| Gewichtsklasse | Goud                      | Zilver                    | Brons                               |
| -------------- | ------------------------- | ------------------------- | ----------------------------------- |
| – 60 kg        | Khazret Tletseri          | Gheorghe Dani             | Patrick Roux Carlos Sotillo         |
| – 65 kg        | Cornel-Ilie Serban        | Marc Alexandre            | Andreas Paluschek Jörgen Haggqvist  |
| – 71 kg        | Tamaz Namgalauri          | Bertalan Hajtós           | Kerrith Brown Richard Melillo       |
| – 78 kg        | Neil Adams                | Waldemar Legień           | Per Kjellin Michel Nowak            |
| – 86 kg        | Vitali Pesnyak            | Michael Bazynski          | Georgi Petrow Peter Seisenbacher    |
| – 95 kg        | Robert Van de Walle       | Roger Vachon              | Andreas Preschel Günther Neureuther |
| + 95 kg        | Grigori Verichev          | Alexander von der Groeben | Juha Salonen Dragan Kusmuk          |
| Open           | Alexander von der Groeben | Khabil Biktashev          | Elvis Gordon Andrzej Basik          |

## Medailleklassement
| Plaats | Land                     | Goud | Zilver | Brons | Totaal |
| 1      | Sovjet-Unie              | 4    | 1      | –     | 5      |
| 2      | Bondsrepubliek Duitsland | 1    | 2      | 1     | 4      |
| 3      | Roemenië                 | 1    | 1      | –     | 2      |
| 4      | Verenigd Koninkrijk      | 1    | –      | 2     | 3      |
| 5      | België                   | 1    | –      | –     | 1      |
| 6      | Frankrijk                | –    | 2      | 3     | 5      |
| 7      | Polen                    | –    | 1      | 1     | 2      |
| 8      | Hongarije                | –    | 1      | –     | 1      |
| 9      | Zweden                   | –    | –      | 2     | 2      |
| 9      | DDR                      | –    | –      | 2     | 2      |
| 12     | Spanje                   | –    | –      | 1     | 1      |
| 12     | Bulgarije                | –    | –      | 1     | 1      |
| 12     | Oostenrijk               | –    | –      | 1     | 1      |
| 12     | Finland                  | –    | –      | 1     | 1      |
| 12     | Joegoslavië              | –    | –      | 1     | 1      |
|        | Totaal                   | 8    | 8      | 16    | 32     |